# Zyras lugens
Zyras lugens är en skalbaggsart som först beskrevs av Johann Ludwig Christian Gravenhorst 1802.  Zyras lugens ingår i släktet Zyras, och familjen kortvingar. Arten är reproducerande i Sverige.